# 신성통상
신성통상 주식회사는 서울특별시 강동구 풍성로63길 84에 본사를 둔 의류 기업이다.

## 역사
신성통상은 1968년 설립되었으며, 1975년 12월 22일부로 코스피 시장에 상장하였다.

## 논란
호실적에도 주가가 1년 새 30%나 떨어지고 배당도 하지 않자 소액주주들은 대주주집단이 상장폐지를 위해 의도적으로 주가를 떨어뜨리고 있다고 주장하고 있다.
신성통상의 자진 상장 폐지에 뿔난 소액주주들이 추가 매수를 통해 상폐 저지선인 5% 확보에 총력을 기울이고 있다.

## 판례
신성통상을 피고로 등기부취득시효의 요건으로서의 “소유자로 등기한 자”의 의미에 대한 대법원 판례가 있다.